# لورين إتش. وايت
لورين إتش. وايت هو سياسي أمريكي، ولد في 1863، وتوفي في 29 أكتوبر 1923. نشط حزبياً في الحزب الديمقراطي. وقد انتخب عضو جمعية ولاية نيويورك ‏ وانتخب عضو مجلس ولاية نيويورك ‏.